# Haunsberg Panoramaweg
Der Haunsberg Panoramaweg ist Teil des Arnowegs und befindet sich in der Gemeinde Obertrum am See im Bezirk Salzburg-Umgebung im Land Salzburg.
Der familienfreundliche Panoramaweg verläuft entlang des Rückens des Haunsberges. Zum Ausgangspunkt einer Wanderung kann man den Parkplatz bei der Kaiserbuche nehmen. Die Streckenlänge beträgt fünf Kilometer, dabei sind 60 Höhenmeter zu überwinden, die Gehzeit beträgt etwa zwei bis drei Stunden.

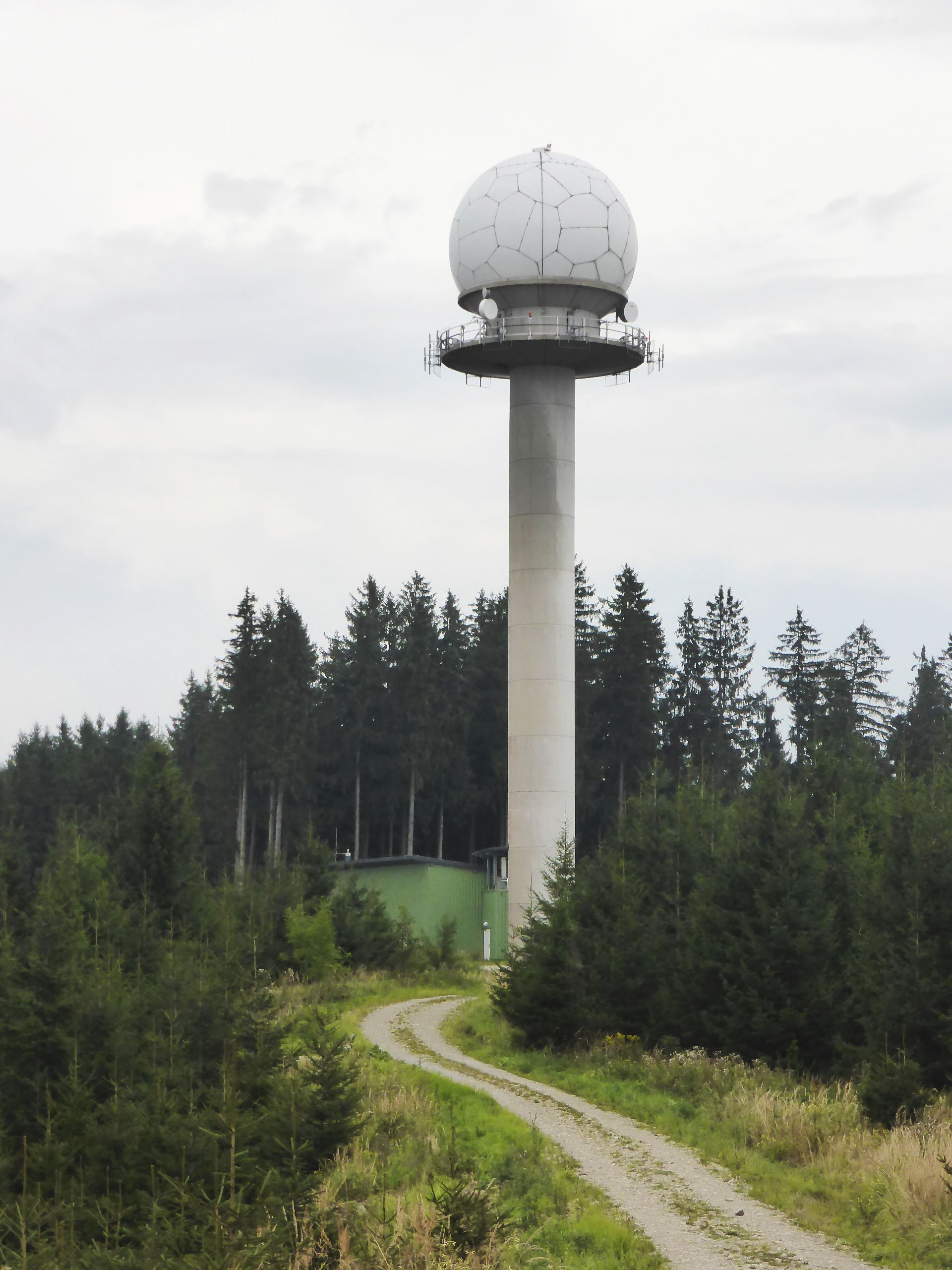
Radaranlage der Austro Control auf dem Haunsberg

Entlang des Weges sind Thementafeln angebracht, die beispielsweise über die Kaiserbuche, das Salzburger Seenland, den Radarturm der Austro Control, Gradmessung, eine mittelalterliche Wallanlage, den Forstteufel, das Waldbild, die am Haunsberg lebenden Tiere u. a. m. informieren. Zudem sind für Kinder Erlebnisstationen eingerichtet, mit denen man bestimmte Ereignisse erkunden kann (z. B. die Gebirgsauffaltung). Von dem Weg aus eröffnen sich Ausblicke auf das Salzburger Seengebiet, das Salzkammergut und die Osterhorngruppe, das Salzburger Becken und die Stadt Salzburg, die Nördlichen Kalkalpen mit Untersberg, Watzmann und Hohen Staufen, das bayerische Alpenvorland zwischen Laufen und Tittmoning sowie auf das Salzachtal.
Der Berg steht im Eigentum von Maximilian Mayr-Melnhof und wird fallweise für Holzfällerarbeiten gesperrt.